# Ins neue Leben

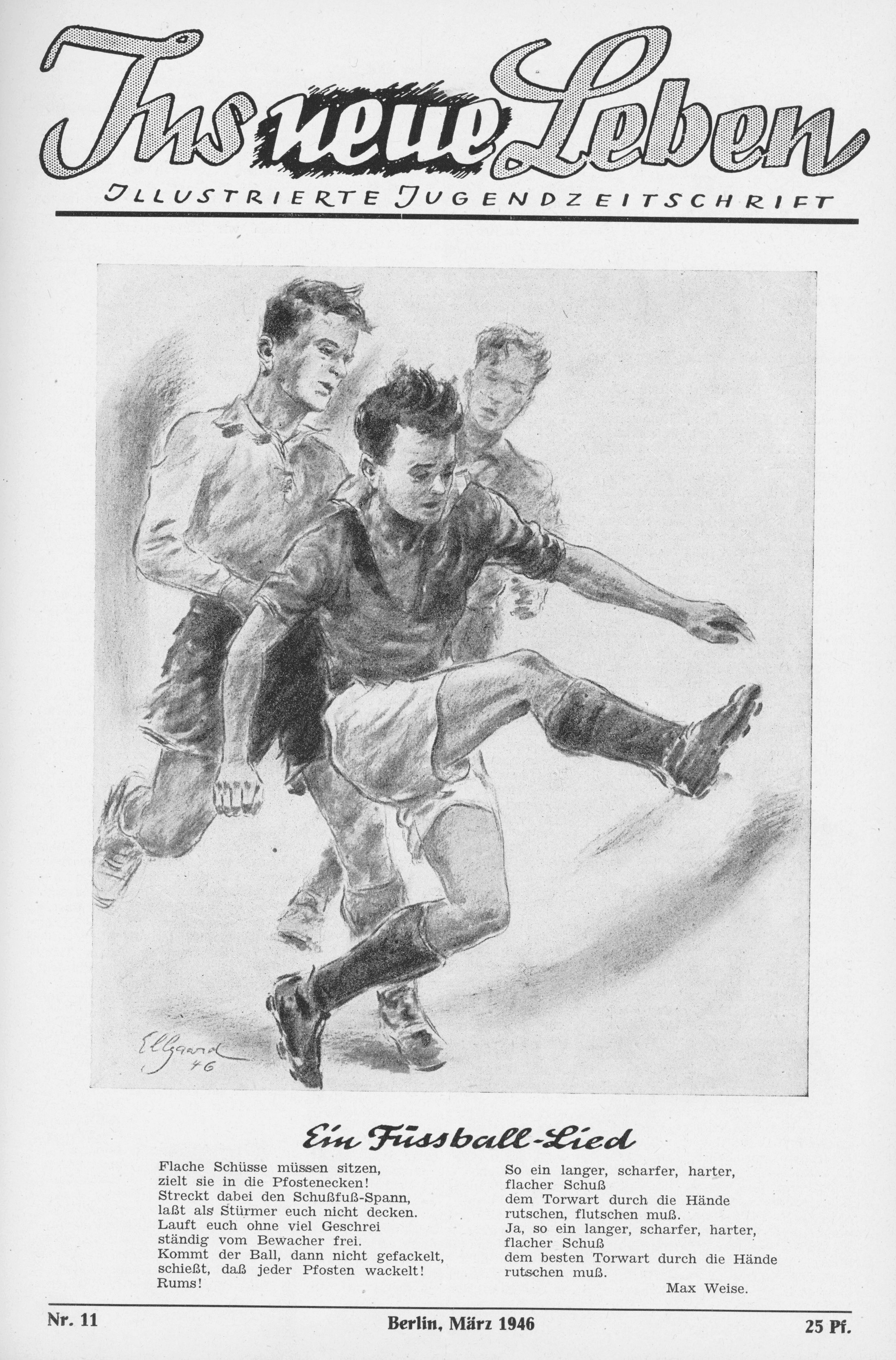
Titelseite „Ins neue Leben“ (Nr. 11/1946), Illustration von Helmuth Ellgaard.

Ins neue Leben war eine illustrierte Kinder- und Jugendzeitschrift, die von Oktober 1945 bis Mitte 1950 im britischen Sektor von Berlin vom Minerva-Verlag herausgegeben wurde.

## Geschichte
Schon ein halbes Jahr nach Ende des Zweiten Weltkrieges erschien mit britischer Lizenz in Berlin die illustrierte Jugendzeitschrift „Ins neue Leben“. Ihr Chefredakteur bis Mitte 1948 war der Pädagoge Paul Hildebrandt, und die Zielsetzung des Blattes wurde in der ersten Ausgabe wie folgt beschrieben: Ins neue Leben heißt die Jugendzeitschrift, die euch deutsche Jungen und Mädel, in der Zukunft begleiten will. Freund, Helfer und Berater möchte sie sein.
Einer der wichtigsten Werte, den die Zeitschrift propagierte war ein ehrlicher Meinungsaustausch, der mit einer Vielzahl von gezielten Leserumfragen angeregt wurde. Zu den Themen gehörten beispielsweise Fragen nach dem Lieblingsfilm oder dem Lieblingsbuch. Beliebt waren auch Preisausschreiben und spannende Erzählungen aus fremden Ländern. Die Redaktion legte großen Wert auf die Präsentation englischer, französischer und auch russischer Kunst und Kultur.  Die Zeitschrift war eindeutig von  Paul Hildebrandts pädagogischer, freiheitlicher Weltanschauung geprägt. Mitte 1948 wurde Hildebrandt als Chefredakteur abgelöst und ab August 1948 war Marta Hillers neue Chefredakteurin.
„Ins neue Leben“ erschien anfangs regelmäßig zweimal im Monat.  Manchmal gab es statt zwei Nummern monatlich eine Doppelnummer mit doppeltem Umfang. Probleme bereitete die Berlin-Blockade, die dazu führte, dass 1948 der Papiervorrat zu Ende ging. Statt der geplanten Hefte 19–24 konnte man nur ein Weihnachtsheft herausbringen. Außerdem konnten Abonnenten außerhalb Berlins nicht mehr beliefert werden. Die Auflage von bis dahin 100.000 Exemplaren sank auf 50.000.
Ab 1949 versuchte die Redaktion einen Neustart mit nur einer Nummer pro Monat. Das Heft änderte sich auch äußerlich. Es gab nun farbige Titelseiten, große Fotografien und Werbung. Die Textbeiträge wurden geringer und sichtbar weniger Sorgfalt in der Herstellung der Zeitschrift deuteten auf Schwierigkeiten bei der Behauptung auf den Markt hin. Im Heft 9/1950 suchte man bei den Lesern nach einem neuen Namen unter den Titel „Wer macht den besten Vorschlag“. Aber zur Namensänderung kam es nicht mehr. Nach der Nummer 11/1950 wurde die Zeitschrift eingestellt.